# تالوين
تالوين هي مدينة حضرية في إقليم تارودانت بجهة سوس ماسة في جنوب المغرب، وهي تضم 6706 نسمة، حسب الإحصاء العام للسكان والسكنى لسنة 2014.
وتقع على الطريق الوطنية رقم 10، وهي تبعد عن تارودانت بـ 100 كلم، وعن ورزازات بـ 170 كلم.

## الأحياء
- حي المركز
- الحي الإداري
- حي تابيا
- حي تكركوست
- حي بويلغا
- حي تيمليلت
- حي إمزيزوي
- حي أسول
- حي الدوزرو
- حي إغيل نيمشكيل
- سوق الإثنين

## تاريخ
في سنة 2011، حل الملك محمد السادس بتالوين، في زيارة رسمية اطلع فيها على مشروع تنمية سلسلة الزعفران، كما قام بتدشين دار الزعفران.

## التعليم

### التعليم الإبتدائي
- مدرسة القصبة
- مجموعة مدارس امحند ابراهيم اليعقوبي (الوحدات: بويلكا - سوق الاثنين)

### التعليم الإعدادي
- إعدادية

### التعليم الثانوي
- ثانوية محمد السادس التأهيلية
- ثانوية ابن ماجة

## الاقتصاد
تُلقب تالوين بعاصمة الذهب الأحمر الزعفران، نظراً لاشتهار المنطقة المحيطة بتالوين بزراعة الزعفران والتي تُشغل نسبة كبيراً من السكان المحليين، وتمنح لهم فرصاً للعمل والحصول على مدخول. لكونها زراعة مطلوبة ولثمن الزعفران الباهظ، وبالتالي باتت زراعته والتجارة فيه تدر دخلاً مهما للعاملين فيه. حيث أن ثمن الغرام الواحد يتم بيعه بالجملة بحوالي 20 درهم، ليتم تسويقه من طرف التعاونيات بـ 35 درهم.

## النقل
تتوفر مدينة تالوين على محطة لسيارات الأجرة الكبيرة، والتي تعمل على تشغيل خطوط تربط بين تالوين ومجموعة من المدن الآخرى كتارودانت وإنزكان. وتقوم شركة حافلات الكرامة بتوفير حافلات صغيرة تربط بين مدينتي تالوين وأولاد برحيل مروراً بمدينة أولوز.
كما يوجد بالمدينة حافلات لنقل المسافرين تربط بين تالوين والدار البيضاء مُروراً بمدينة تارودانت، وتمر بها أيضاً عدة حافلات آخرى تربط بين أكادير وورزازات. وإنطلاقاً من تالوين يمكن أيضاً الوصول لعدد كبير من الدواوير عبر النقل المزدوج.

## التقسيم الإداري
تالوين هي تابعة إدارياً لإقليم تارودانت والذي يعتبر إقليماً شاسع المساحة ويعاني من كثرة جماعاته 89 جماعة (سبع جماعات حضرية و82 جماعة قروية)، وتعاني العديد من الجماعات القروية الموجودة في دائرة تالوين من بعد المسافة الفاصلة بين هذه الجماعات ومقر عمالة الإقليم في تارودانت، ويضطر العديد من السكان للتنقل لمسافة كبيرة، للوصول لتارودانت، إما لقضاء غرض إداري أو للتطبيب أو للدراسة. كما تعاني معظم الجماعات القروية في دائرة تالوين من التهميش والفقر وقلة الخدمات والمسالك الجبلية الوعرة، لذلك كثر الطلب في أكثر من مناسبة من أجل تقسيم الإقليم إلى ثلاثة أقاليم: إقليم تارودانت، إقليم تالوين، إقليم أولاد تايمة. ويطالب العديد من السكان المحليين إحداث إقليم تالوين وتقسيمه إدارياً ليضم كلا من الجماعة الحضرية لتالوين وأولوز والجماعات القروية: أساكي، زاكموزن، تزكزاوين، أزرار، تاسوسفي، سيدي احساين، أسايس، أكادير ملول، تسراس، اوزيوة، اكيدي، أهل تفنوت، تبقال، أسكاون، تاويالت.

## معرض صور

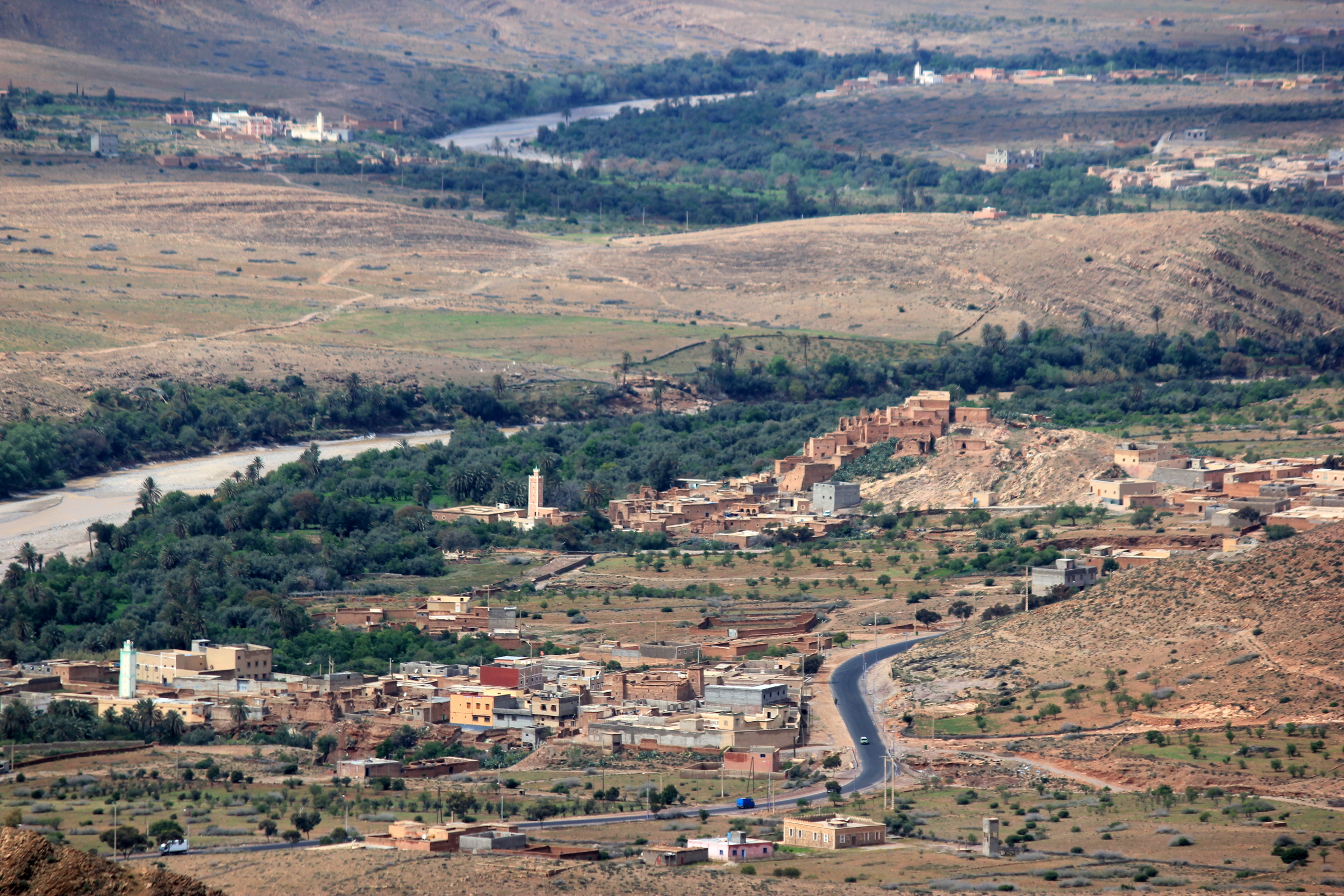
حي بويلغا و حي تيمليلت
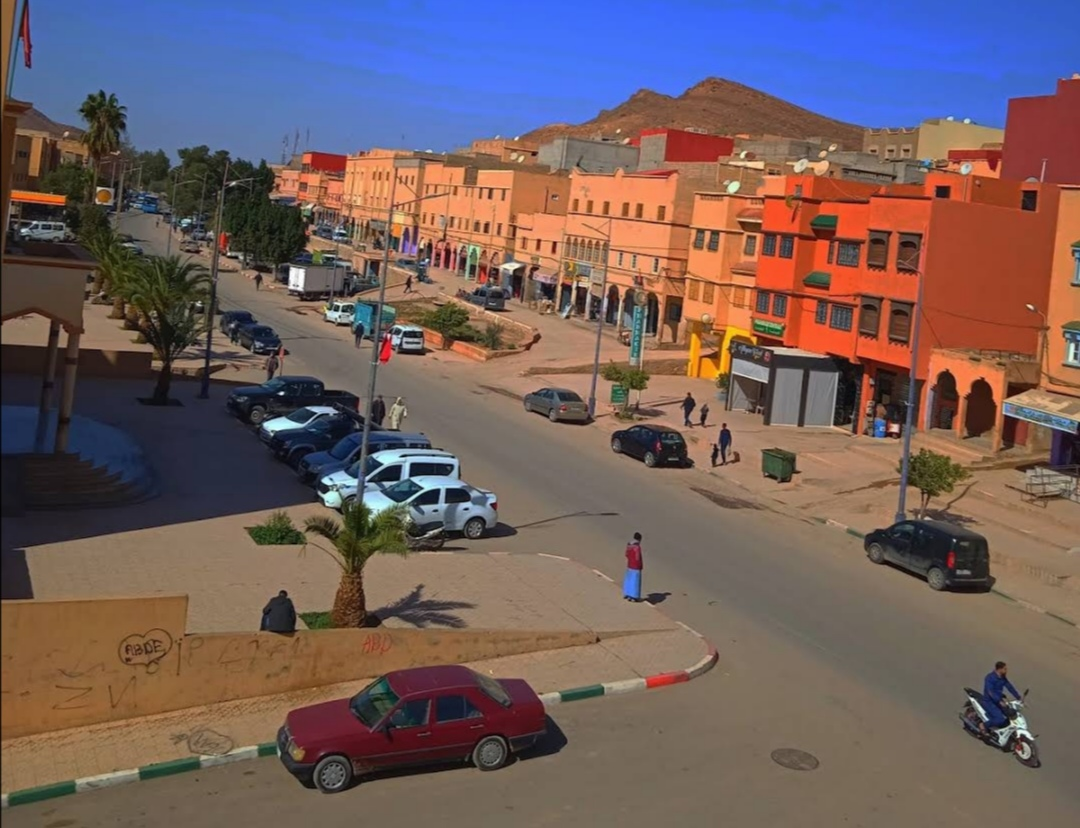
حي المركز
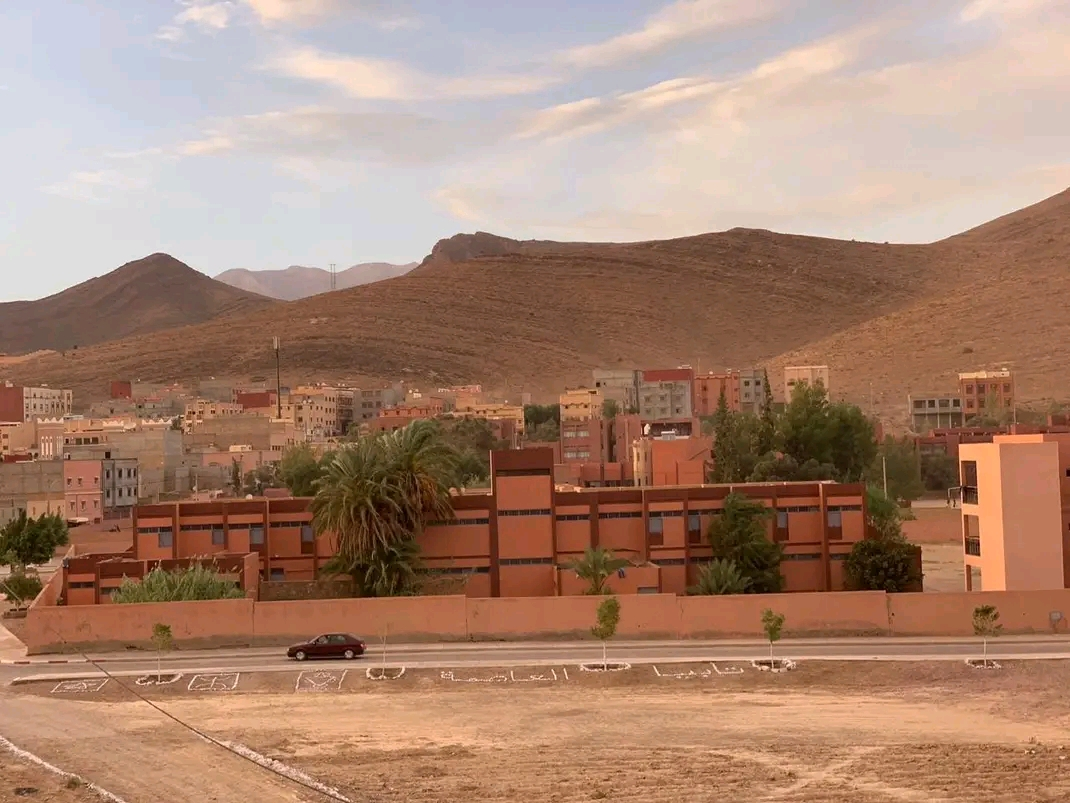
حي تابيا
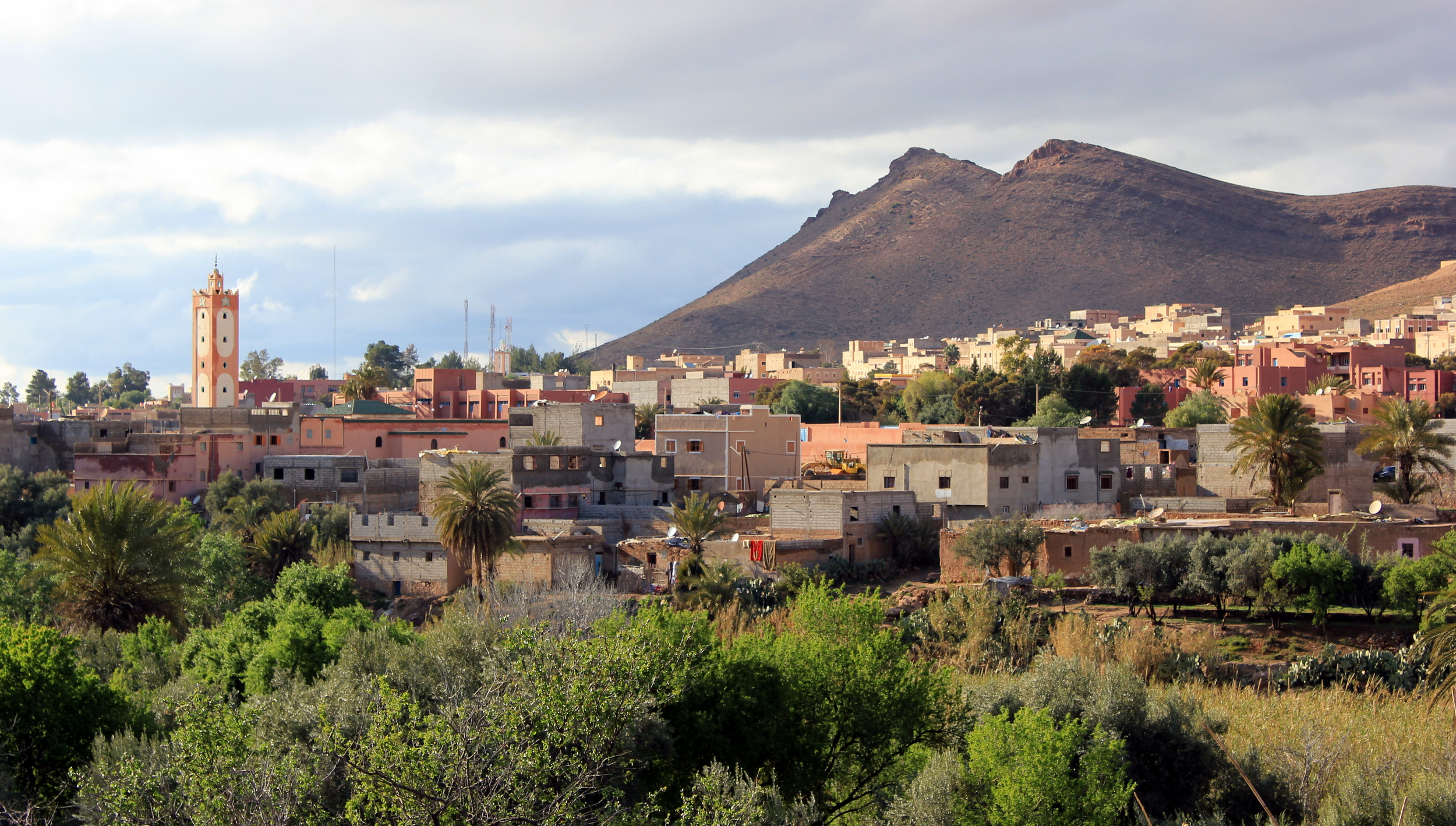
تابيا الجديدة
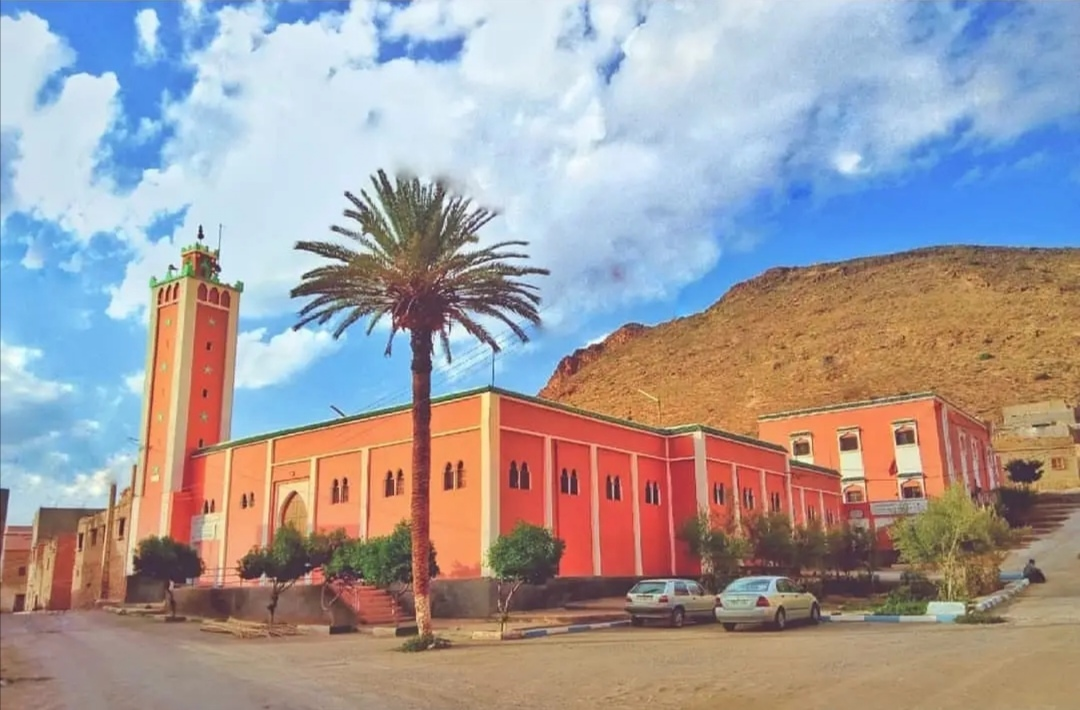
حي تكركوست من الأسفل
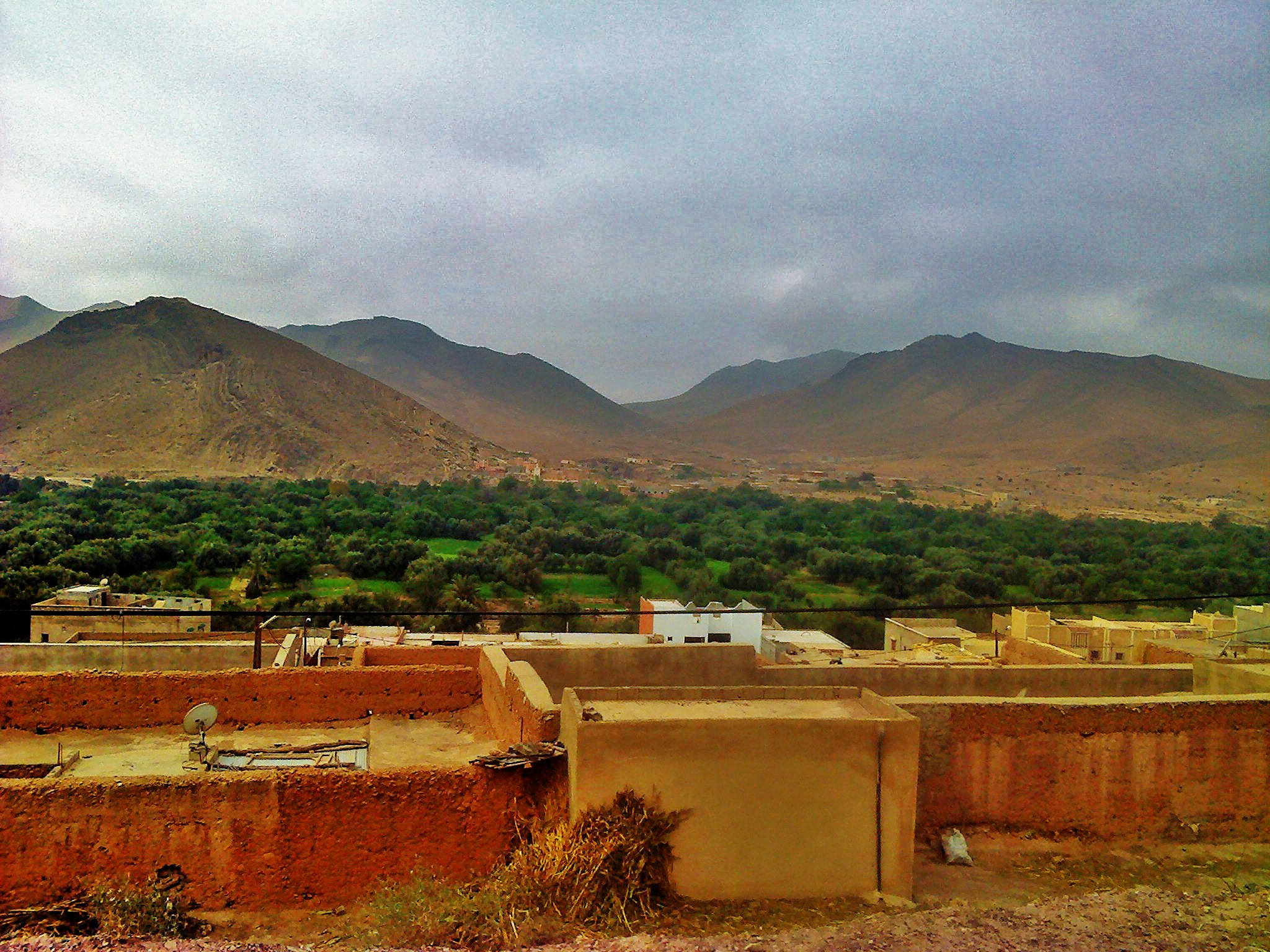
حي تكركوست من الطريق الوطنية رقم 10
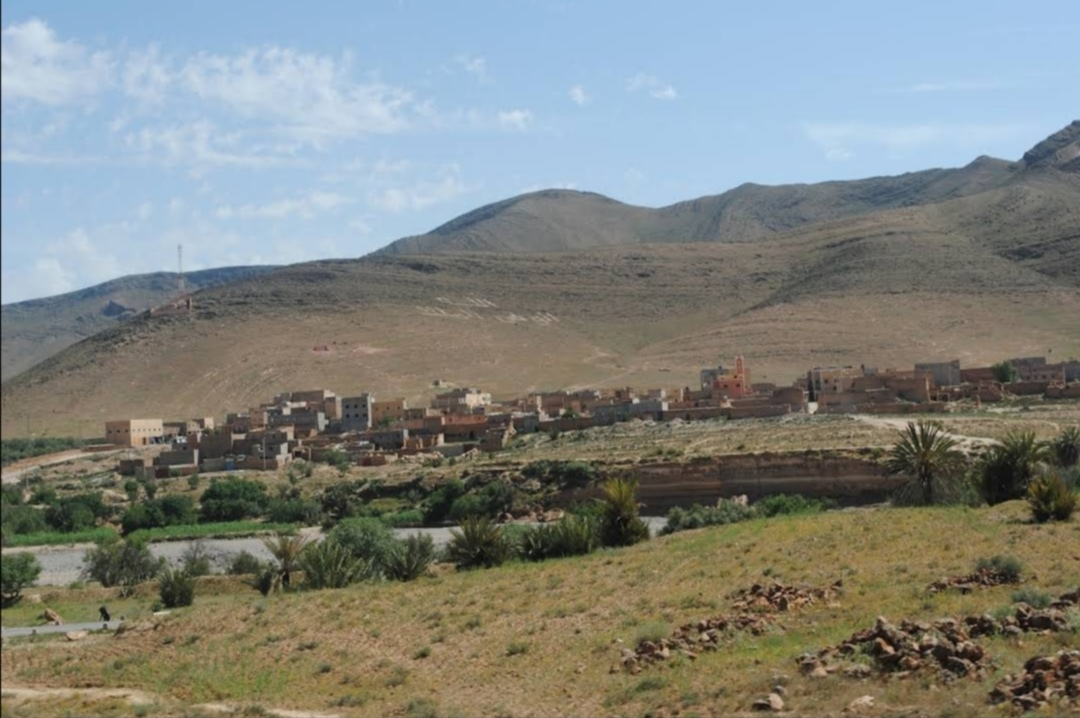
سوق الإثنين
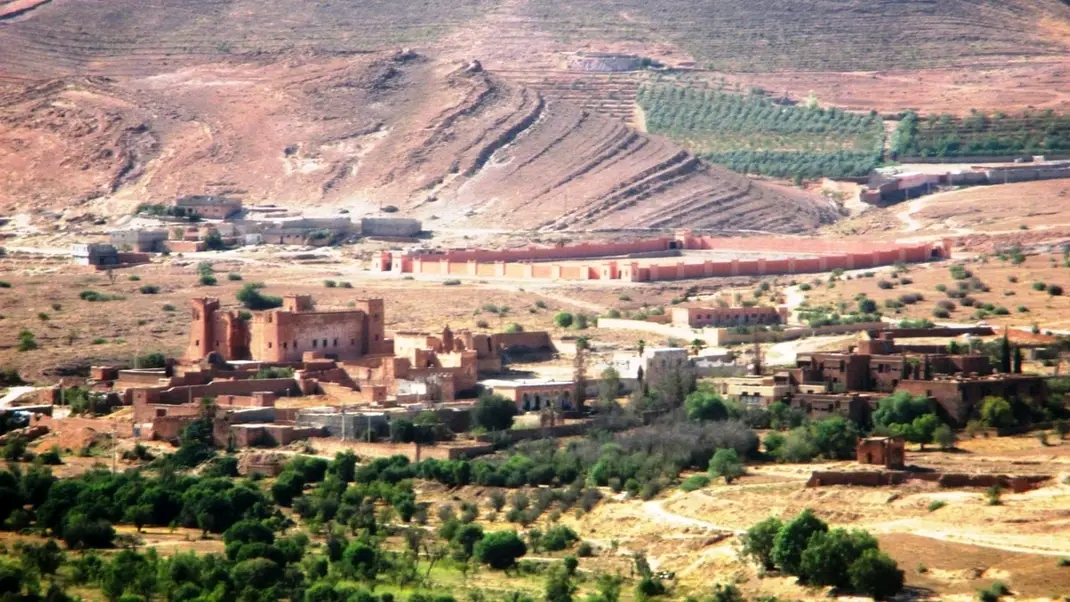
حي أسول
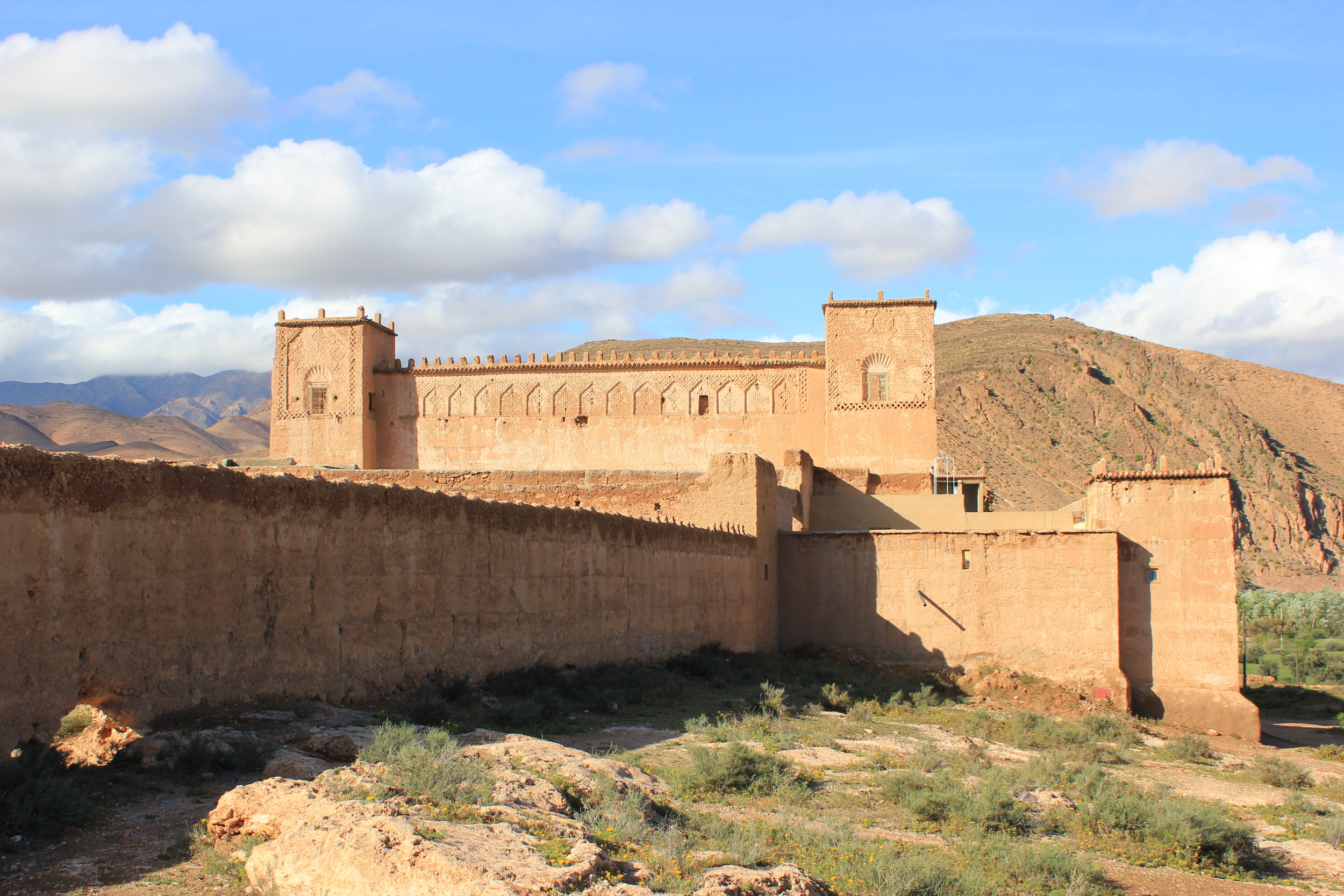
قصبة تالوين